# Swjatoslaw Wladimirowitsch Loginow

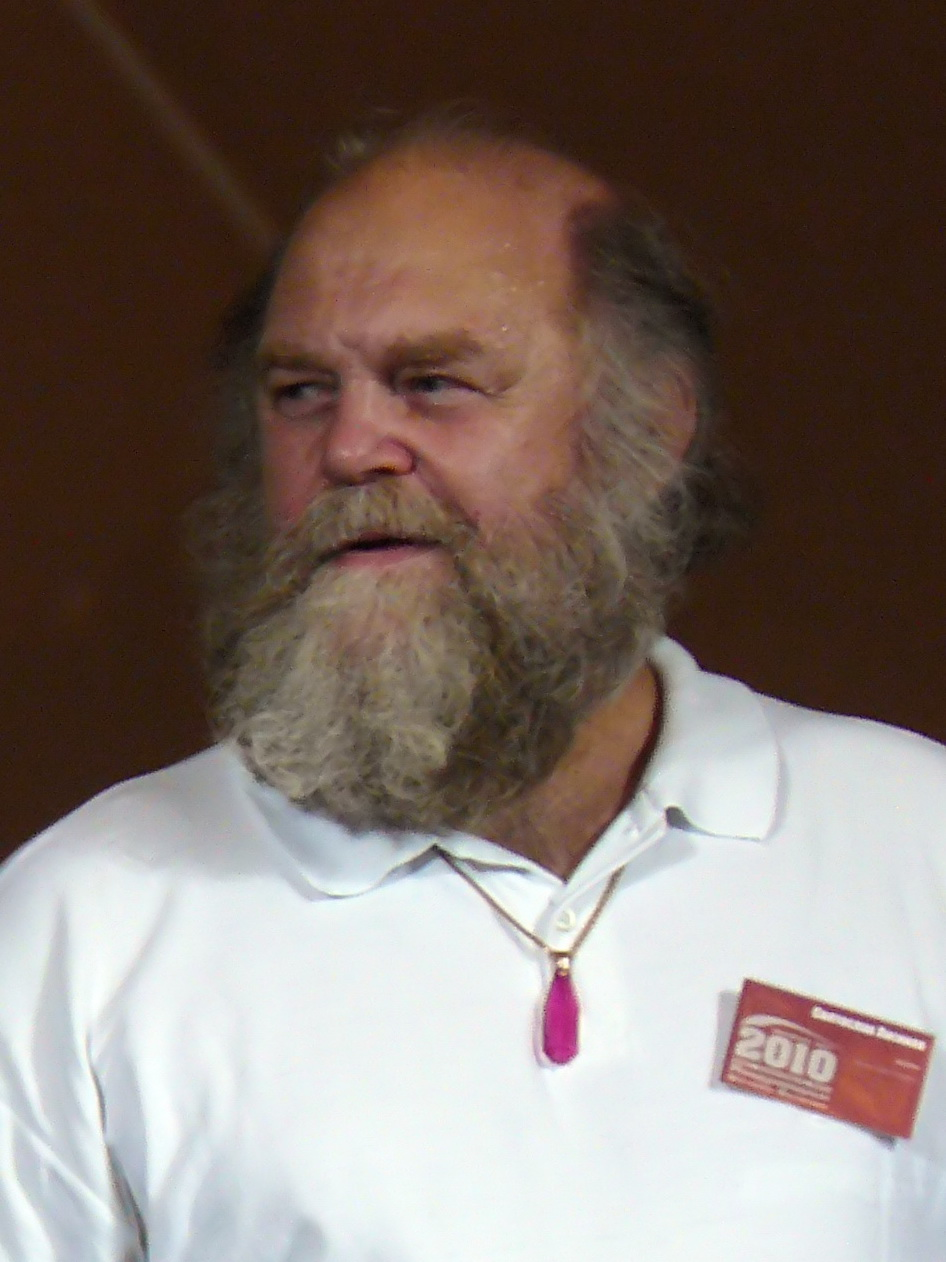
Swjatoslaw Loginow (2010)

Swjatoslaw Loginow (russisch Святосла́в Ло́гинов; * 9. Oktober 1951 in Woroschilow, damalige Sowjetunion) ist das Pseudonym von Swjatoslaw Wladimirowitsch Witman (Святосла́в Влади́мирович Витман), einem russischen Fantasy- und Science-Fiction-Autor und einem der Gründer der russischen Fantasy.

## Biografie
Swjatoslaw Witman kam 1951 in Ussurijsk (damals Woroschilow) zur Welt. 1952 zog er nach Leningrad um. Schon in seiner Kindheit erfand er Geschichten, zunächst mündlich. Ebenso in der Kindheit begeisterte er sich für das Lesen von Science-Fiction-Literatur, deren Neuigkeiten er immer wieder im Antiquariat fand.
Er absolvierte die Chemische Fakultät der Leningrader Staatlichen Universität.
Im April 1974 begann Swjatoslaw, an den Treffen des neu gegründeten Seminars für junge Science-Fiction-Autoren unter der Leitung von Boris Strugazki teilzunehmen.
In seiner Jugend schrieb Swjatoslaw hauptsächlich Kurzgeschichten. Eine davon, „Gribniki“ („Für Pilze“), wurde 1975 in der Zeitschrift „Uralsky Sledopyt“ veröffentlicht.
Seit 1981 werden Loginows Werke regelmäßig in verschiedenen Zeitschriften und Anthologien veröffentlicht.
Zwischen 1991 und 1992 schrieb Loginow den Roman „Der vielarmige Gott von Dalaina“, der 1995 veröffentlicht wurde. Die Inspiration für das Werk fand Loginow in einem Brettspiel, welches er während seiner Jugend entworfen hatte, sowie in einem mongolisch-russischen Wörterbuch, aus dem er mehrere Eigennamen für die Geschichte ableitete. Der Roman wurde mit mehreren Preisen im Bereich der Fantastik ausgezeichnet.
Swjatoslaw Loginows Werke sind in verschiedene Sprachen verfügbar. Zu den ins Deutsche übersetzten Erzählungen zählen „Der Landwirt“ (Землепашец) und „Blick nach unten“ (Взгляд долу), die von Erik Simon übertragen wurden.

## Weltanschauung
Swjatoslaw Loginow bezeichnet sich selbst als Atheist. Auf seiner Webseite schreibt er: „… In allen meinen Büchern greife ich auf die ein oder andere Weise die Kirche und den Begriff Gottes selbst an, den ich für das Abstoßendste halte, was einem pervertierten Verstand je eingefallen sei.“

## Auszeichnungen
- 1983 Welikoje-Kolzo-Preis
- 1995 InterPressKon
- 1995 Alexander-Beljajew-Gedenkpreis
- 1998 InterPressKon
- 1999 InterPressKon
- 2007 Strannik
- 2006 InterPressKon
- 2007 Portal
- 2008 Aelita-Preis

## Werke
- Die Geschichte vom Fabeltier (Быль о сказочном звере), 1990
- Wenn du allein bist (Если ты один), 1990
- Der vielarmige Gott von Dalaina (Многорукий бог далайна), 1994
- Der Wächter des Passes (Страж Перевала), 1996
- Schwarzes Blut (Чёрная кровь), zusammen mit Nik Perumow, 1996
- Der Brunnen (Колодезь), 1997
- Irdische Wege (Земные пути), 1999
- Schwarzer Tornado (Чёрный смерч), 1999
- Eisenzeit (Железный век), 2001
- Honig des Lebens (Мёд жизни), 2001
- Kartenspieler (Картёжник), 2001
- Licht im Fenster (Свет в окошке), 2002
- Russland hinter der Wolke (Россия за облаком), 2007
- Sonnenuntergang auf dem Planeten Erde (Закат на планете Земля), 2009
- Achse der Welt (Ось Мира), 2011